# Provincia de Chancay
La Provincia de Chancay fue una provincia del Departamento de Lima en Perú, conformada por las actuales provincias de Barranca, Huaura y Huaral; que por tener una actividad industrial, política y económica alta, fue considerada como la segunda provincia más importante del departamento de Lima, después de Lima Metropolitana, y una de las más importantes del país. 
Limitaba al norte con el Departamento de Ancash, al este con la provincia de Cajatambo y el Departamento de Pasco, al sur con la provincia de Lima y al oeste con el Océano Pacífico; y estaba conformada por los distritos de Huacho, Huaral, Chancay, Sayán, Supe, Barranca, Pativilca, Paccho y Checras.
La capital provincial fue primero la Villa de Huaura desde su creación hasta 1874, Chancay hasta 1976 y la ciudad de Huacho hasta la disolución de la provincia el 26 de mayo de 1988.

## Actividad económica
Con la independencia del Perú, la provincia experimentó un crecimiento económico continuo con el establecimiento de zonas industriales en los distritos de Pativilca, Supe, Huacho, Huaral y Chancay, y el puerto mayor en la ciudad de Huacho, que contribuyó a la importancia de la provincia en el país.

## Proceso de disolución

### Fundación provincial de Huaral
Debido al crecimiento poblacional y al desarrollo económico de los distritos de Huaral y Chancay, estos solicitaron su desafiliación de la provincia de Chancay y la creación de la Provincia de Huaral mediante Ley N.º 21488 el 11 de mayo de 1976.

### Erigimiento provincial de Barranca
De la misma manera debido al crecimiento económico de los distritos Barranca, Pativilca y Supe mediante Ley N.º 23939 se independizaron formando la Provincia de Barranca el 1 de octubre de 1984.

### Creación de la Provincia de Huaura
A la salida de los distritos de Barranca, Pativilca y Supe la provincia quedó prácticamente reducida a la cuenca del río Huaura, por lo que la provincia de Chancay fue disuelta oficialmente por ley N.º 24886 el 26 de mayo de 1988.
Los distritos restantes pasaron a formar la provincia de Huaura, con su capital la ciudad de Huacho, quedando como la provincia heredera de la personalidad de la provincia de Chancay.

## Acciones hacia un nivel superior
Debido a la moderna disputa de poder y recursos con las provincias del sur del departamento de Lima, han formado la Mancomunidad Norte Chico, resultando exitosa ya que el poder económico y político sigue en Huacho y en 4 provincias norteñas (Huaral, Huaura, Barranca y Oyón), la cual busca la cooperación mutua de las provincias.